# Erich von Däniken
Erich Anton Paul von Däniken (Zofingen, Aargau kanton, 1935. április 14. –) svájci szerző, dokumentumfilmes, előadó, az ún. paleoasztronautika alternatív történelmi elméletének egyik legismertebb hirdetője, melynek tézise, hogy a prehisztorikus időkben egy vagy több magasan fejlett földönkívüli civilizáció látogatást tett a Földön, és segédkezett őseink civilizációinak felemelkedésében. Könyveit 32 nyelvre fordították le, és több mint 63 millió eladott példánnyal is büszkélkedhet, amivel a legsikeresebb írók között tartják számon. Bár nem Erich von Däniken volt az első, aki felvetette a paleokontaktus elméletét, az elképzelés az ő nevével forrt össze.
Elméletei a tudományos közösség egybehangzó véleménye szerint az áltudományok kategóriájába tartoznak. Az írót élete során több alkalommal ítélték börtönbüntetésre, többek között rablás, csalás és hamisítás vádjával.

## Élete
Däniken a svájci Zofingenben született, ahol szigorú katolikus neveltetésben részesült. Már iskolás évei alatt szembeszállt az egyház hivatalos Bibliaértelmezésével. Ez idő alatt kezdett el érdeklődni a csillagászat és a repülő csészealjak iránt. 19 évesen egy rablási ügybe keveredett, amiért elítélték és négy hónapot kellett börtönben töltenie. Iskolás évei után hotelban dolgozott gyakornokként, később Egyiptomba költözött, ahol ékszerhamisítás vádjával kilenc hónapos börtönbüntetésre ítélték, amit Svájcban töltött le.
Szabadulása után a davosi Rosenhügel Szálloda igazgatója lett. Ez időben írta meg első könyvét, A jövő emlékeit, melynek kéziratát a kiadó 1967 elején fogadta el és 1968 márciusában jelentette meg. Novemberben számviteli csalás vádjával letartóztatták. A hamis könyvelésnek köszönhetően Däniken 130 ezer dollárnyi kölcsönt tudott felvenni, amit utazásaira és kutatásaira fordított. 1970. február 13-án ismételten elkövetett csalás és hamisítás bűntette miatt börtönbe vonult, és egy 3000 frankos bírságot is ki kellett fizetnie. Egy év múlva szabadult.
Második könyvét, a Vissza a csillagokhozt a börtönben írta meg. Könyvei bevételéből vissza tudta fizetni tartozásait, és háta mögött tudta hagyni a szállodaipart.
Első könyve alapján két filmet forgatott, az egyik az 1970-es, német nyelvű Erinnerungen an die Zukunft, (A jövő emlékei), a másik az 1973-as, angol nyelvű In Search of Ancient Astronauts c. film (Az ókori űrhajósok keresése).
1991-ben irodalmi Ignobel-díjat kapott az emberi civilizáció földön kívüli űrhajósok hatására történt kifejlődésének történetéért.
1998-ban megalapította az Ancient Astronaut Societyt (A.A.S.), amely a Legendary Times c. angol nyelvű paleo-SETI tematikájú folyóiratot publikálja. 2003-ban megalapította a Mysteries of the World Theme Parkot („A világ titkainak parkja”). 2009-ben a park Jungfrau (Szűz) Parkra változtatta a nevét.
A 2010-ben indult Ősi idegenek (angolul Ancient Aliens) c. sorozat gyakori interjúalanya.
Jelenleg a svájci Beatenbergben él, Berntől 60 km-re.

## Elmélete
Erich von Däniken a legismertebb képviselője a paleoasztronautikának vagy a „paleo-SETI” hipotézisnek, mely szerint földönkívüliek látogatták meg a Földet a történelem előtti időkben, akik hatással voltak az emberiség fejlődésére. Az ősemberek varázslatnak hitték az idegenek fejlett technológiáját, így isteneknek tartották őket. A különböző földi kultúrák ezeket a találkozásokat mondáikban, vallásaikban, művészetükben örökítették meg. Däniken felveti azt a kérdést, hogy olyan látványos és hatalmas épületek, mint a gízai piramisok, a Húsvét-sziget kőszobrai, a Stonehenge felépíthetőek-e a primitív ókori építészeti/csillagászati ismeretek alapján. A szerző szerint lehetetlen, hogy őseink a saját fejletlen eszközeikkel képesek lettek volna soktonnás kődarabokat mozgatni és emelni.
Szerinte az ókori kultúrák mind a semmiből virágzottak fel, majd ahogy jöttek, úgy el is tűntek. Däniken szerint a Bibliában Ezékiel próféta egy űrhajó földre szállását írja le, ami alapján a NASA egyik mérnöke (Josef Blumrich) tervrajzot készített.
Däniken szerint egy idegen civilizáció az emberi evolúciót is befolyásolta. Úgy véli, a Homo erectus és a Homo sapiens közti hirtelen fejlődés a földönkívüliek általi célzott génmódosítás eredménye. Az idegeneknek szükségük volt betanítható munkásokra, mert aranyat akartak bányásztatni a Földön.

### Kritikák
Nem Däniken volt az első, aki a paleokontaktuson elmélkedett. 1966-ban két csillagász, egy amerikai és egy orosz, Carl Sagan és Joszif Sklovszkij már felvetették ezt az eshetőséget. Ronald Story a The Space-gods revealed c. művében arról értekezik, hogy Däniken akár tőlük is vehette könyvének alaptézisét. Csak nagyon ritkán hivatkozik külső forrásokra, pedig számtalanszor hoz fel olyan bizonyítékokat, melyeket őt megelőzően más szerzők már prezentáltak. Robert Charroux One Thousand Years of Man's Unknown Historyja nagyon hasonló témákat vetett fel, mint Däniken A jövő emlékeiben, bár az első kiadásban semmilyen hivatkozás nem volt Charroux-ra. A kiadónak rá kellett vennie, hogy tegye be Charroux nevét a javított kiadás bibliográfiájába, nehogy plágium gyanúja miatt pert indítson ellenük.
Elméleteit a tudományos élet képviselőinek zöme spekulációnak tartja. A Däniken által megmagyarázhatatlan építészeti csodák sem annyira megmagyarázhatatlanok. A gízai piramisok építésének mivoltáról vannak elképzeléseink. A húsvét-szigeti mozaik kifaragását, felállítását már Däniken könyvének megjelenése előtt Thor Heyerdahl norvég kutató részletesen dokumentálta, Aku-aku című könyvében. Däniken említést tesz továbbá egy olyan maja szarkofágról, amelyik szerinte egy űrhajót kezelő alakot ábrázol. A tudóstársadalom elveti ezt az elméletet, mert Däniken magyarázata csak egyetlen szarkofágot vesz figyelembe. A maja szimbólumokat jól értjük, és ez a mű teljesen beleillik az elfogadott rendszerbe. Az ábrán a figura az alvilágba ereszkedik le.
Carl Sagan amerikai csillagász szerint Däniken könyve a vágyvezérelt gondolkodás ékes példája, amelyet az iskolában kéne tanítani a logikai buktatók tárházaként.

## Öröksége
Számos sci-fi műalkotás indul ki abból, hogy a történelem során egy idegen civilizáció befolyásolta az emberi történelem alakulását. Ilyen például az 1988-as a Szahara titka c. európai koprodukciós tévésorozat, az 1994-es amerikai film és filmsorozat, a Csillagkapu, és a 2004-es amerikai-európai koprodukciós film, az Alien versus Predator (1.). A 2012-es Prometheus c. Ridley Scott-film Däniken tézisén alapszik.

## Művei
- A jövő emlékei, 1968, ISBN 3-404-60274-9
- Vissza a csillagokhoz, 1969, Econ, 1986, ISBN 3-430-11986-3
- Vetemény és kozmosz, 1972, ISBN 3-426-03384-4
- A világom képekben, 1973, ISBN 3-426-03404-2
- Bizonyítások, 1974, ISBN 3-453-04434-7
- Látogatók a kozmoszból, 1975 (Sammelband)
- Bizonyíték, 1977, ISBN 3-453-00907-X
- Kihallgatás, 1978, ISBN 3-453-01055-8
- A múlt prófétái, 1979, ISBN 3-453-05230-7
- Utazás Kiribatira, 1981, ISBN 3-430-11996-0
- Az istenek stratégiája, 1982, ISBN 3-430-11979-0
- A nap, amikor az istenek jönnek, 1984, ISBN 3-442-08478-4
- Tévedtem volna?, 1985, ISBN 3-570-03059-8
- Ezékiel próféta űrhajója, 1985, ISBN 963-698-014-4 (közreműködött)
- Istenek ivadékai vagyunk, 1987
- A sphinx szeme, 1989, ISBN 3-570-04390-8
- Földönkívüliek nyomai, 1990, (Bildband) ISBN 3-570-09419-7
- A kőkorszak egészen más volt, 1991, ISBN 3-570-03618-9
- Földönkívüliek Egyiptomban, 1991
- A jövő emlékei 1992, (különkiadás új előszóval)
- Az isten-sokk, 1992, ISBN 3-570-04500-5
- Űrhajózás az ókorban, 1993, ISBN 3-570-12023-6
- A mindenhatók nyomában, 1993, ISBN 3-570-12023-6
- Találkozás az istenekkel, 1993, ISBN 963679538x
- A visszaszámlálás megkezdődött – Messiásvárás és földönkívüliek, 1995, ISBN 3-570-01728-1
- Jelek és küldöttség az univerzumból, 1996, ISBN 3-442-12688-6
- Az örökkévalóság nyomai – A Nazca rejtély, 1997, ISBN 3-570-01730-3
- Zeusz nevében, 1999, ISBN 3-570-00029-X
- Az istenek is űrhajósok voltak, 2001, ISBN 3-570-00031-1
- Letűnt világok titkai, 2003 (Hörbuch Moderiert von Rainer Holbe)
- Rejtélyek, 2005, (képgyűjtemény) 2005, ISBN 3-9522858-1-1
- Kalandok ég és föld között, 2006, ISBN 963-679-537-1
- Titokzatos Egyiptom – Az ókori Egyiptommal valami nincs rendben… 2006 (DVD)
- Téves információ! A leglehetetlenebb könyv a világon, Énoch varázskertje és egy titkos könyvtár fémből, 2007, ISBN 978-3-938516-56-0
- Kukulkan öröksége, ISBN 9636981361
- Istenek alkonya – Az Istenek egy távoli Naprendszer űrhajósai voltak? 2008 (DVD)
- Totális leszámolás – Az őskori és az ókori történelem rejtélyei… 2010 (DVD)
- Erich von Däniken – Gyűjtődoboz 2010 (3 DVD)
- Erich von Däniken – Titokzatos Egyiptom 2011 (DVD)

## Magyarul
- Tévedtem volna?; ford. Mitók Zsuzsa; Móra, Bp., 1988 
  - (Távoli csillagok istenei címen is)
- Istenek ivadékai vagyunk. Ha a sírok beszélni tudnának; ford. Horváth Sándor; Háttér, Bp., 1989 (Háttér könyvek)
- A jövő emlékei; ford. Trethon Judit; Háttér, Bp., 1990
- Kalandok ég és föld között; nyersford. Prince, átdolg. Számadó László; Lap-ics, Debrecen, 1992
- Sötét kőkorszak?; ford. Trethon Judit; Háttér, Bp., 1992
- Jelek a kozmoszból. Öt kontinens új pre-asztronautikai felfedezései; szerk. Erich von Däniken, ford. Soltész Csaba; Lap-ics, Debrecen, 1992
- A szfinx szemei. A letűnt egyiptomi civilizáció titkai; ford. Trethon Judit; Édesvíz, Bp., 1992 (Régi korok üzenete)
- A kozmosz üzenete; ford. Prince-L; Lap-ics, Debrecen, 1992
- Találkozás az istenekkel; ford. Miklós Erika; Lap-ics, Debrecen, 1993
- Bizonyítékok; ford. Trethon Judit; Lap-ics, Debrecen, 1993
- Istenek stratégiája. A nyolcadik világcsoda; ford. Nagy Tamásné; Édesvíz, Bp., 1993 (Régi korok üzenete)
- A vén Európa rejtélyei. Ősidők titokzatos vonalai; ford. Nagy Tamásné; Édesvíz, Bp., 1993 (Régi korok üzenete)
- Az istenek érkezésének napja. I. e. 3114. augusztus 11.; ford. Miklós Erika; Lap-ics, Debrecen, 1994
- Jelenségek. Csodák, amelyek izgalomban tartják a világot; ford. Miklós Erika; Lap-ics, Debrecen, 1994
- A múlt prófétája. Kockázatos gondolatok a földönkívüliek folyamatos jelenlétéről; ford. Miklós Erika; Lap-ics, Debrecen, 1994
- Idegen civilizációk nyomában; Merényi, Bp., 1995
- A múlt a jövőről mesél; ford. Miklós Erika; Aquila, Debrecen, 1995
- Újabb jelek a kozmoszból. A földönkívüli látogatók nyomai; szerk. Erich von Däniken, ford. Balázs Ildikó; Lap-ics, Debrecen, 1995
- Szeretem az egész világot; ford. Miklós Erika; Lap-ics, Debrecen, 1995
- A Minden-hatók nyomában; ford. Balázs István; Magyar Könyvklub, Bp., 1995
- Vissza a csillagokhoz. Vágyunk isteni örökségünk után; ford. Csorba Lajosné; Édesvíz, Bp., 1995 (Régi korok üzenete)
- A rejtélyes istenek; ford. Villányi György; Merényi, Bp., 1996 (Bestseller sorozat)
- Űrutazás a régmúltban; ford. Balázs István; Magyar Könyvklub, Bp., 1996
- Távoli csillagok istenei; ford. Mitók Zsuzsa; Merényi, Bp., 1996
  - (Tévedtem volna? címen is)
- Idegenek a világűrből. Kozmikus nyomok: új leletek, felfedezések és jelenségek; ford. Miklós Erika; Lap-ics, Debrecen, 1997
- A Végítélet napja régen megkezdődött. A messiásvárás és a földönkívüliek; ford. Balázs István; Magyar Könyvklub, Bp., 1997 
  - (Az utolsó ítélet már régen elkezdődött címen is)
- Ha a sírok beszélni tudnának; ford. Kászonyi Ágota; Merényi, Bp., 1999
- Kukulkan öröksége; ford. Kászonyi Ágota; Merényi, Bp., 1999
- Jelek az örökkévalóságnak; ford. Miklós Erika; Aquila, Debrecen, 2001
- Az istenek űrhajósok voltak! Ősi hagyományok időszerű szemlélete; ford. Pap Éva; Magyar Könyvklub, Bp., 2002
- Istenek öröksége; szerk. Erich von Däniken, ford. Sz. Együd Éva, Vallató Péter; Aquila, Debrecen, 2006
- Kalandok ég és föld között; ford. Mezei Virág; Aquila, Debrecen, 2006
- Zeusz nevében; ford. Sz. Együd Éva; Aquila, Debrecen, 2006
- Az utolsó ítélet már régen elkezdődött. A Messiás-várások és a földönkívüliek; ford. Sz. Együd Éva; Aquila, Debrecen, 2007
  - (A Végítélet napja régen megkezdődött. címen is)
- Égig érő lépcső. Tabukat döngető régészet; szerk. Erich von Däniken, ford. Antal Zsuzsa, Kalmus Pál; Duna International, Bp., 2009
- Megtévesztettek! A világ leglehetetlenebb könyvéről, Hénok kézírásos feljegyzéseiről és egy rejtett, föld alatti fémkönyvtárról; ford. Antal Zsuzsanna, Kalmus Pál; Duna International, Bp., 2010
- Az elveszett tudás nyomában. Tilosban járó régészet; szerk. Erich von Däniken, ford. Antal Zsuzsanna, Kalmus Pál; Duna International, Bp., 2011
- Istenek szemtanúja. Amit évtizedekig titokban tartottam; ford. Habony Gábor; I. P. C. Könyvek, Bp., 2020 (I. P. C. könyvek)

## Érdekességek
- Hobbi szinten séfkedik és imádja a bordeaux-i bort.[2]
- Négy nyelven beszél.[2]
- Állítása szerint 25 országban 3.000 előadást tartott, és évente 100.000 mérföldet utazik.[2]
- A Bolíviai Egyetem díszdoktora.[2]